# Nazar Vološyn
Nazar Ihorovyč Vološyn (in ucraino Назар Ігорович Волошин?; Kremenčuk, 17 giugno 2003) è un calciatore ucraino, attaccante della Dinamo Kiev.

## Caratteristiche tecniche
È un'ala destra.

## Carriera

### Club
Cresciuto calcisticamente nelle giovanili della Dinamo Kiev, esordisce in Prem"jer-liha con la maglia del Kryvbas Kryvyj Rih cui viene ceduto in prestito. Dopo aver disputato un ottimo girone di andata, viene richiamato dal prestito e debutta con la prima squadra della Dinamo.

### Nazionale
Vanta 28 presenze con le rappresentative giovanili ucraine.

## Statistiche
Statistiche aggiornate al 2 giugno 2024.

### Presenze e reti nei club
| Stagione           | Squadra            | Campionato         | Campionato | Campionato | Coppe nazionali | Coppe nazionali | Coppe nazionali | Coppe continentali | Coppe continentali | Coppe continentali | Altre coppe | Altre coppe | Altre coppe | Totale | Totale | Totale |
| Stagione           | Squadra            | Comp               | Pres       | Reti       | Comp            | Pres            | Reti            | Comp               | Pres               | Reti               | Comp        | Pres        | Reti        | Pres   | Reti   |        |
| ------------------ | ------------------ | ------------------ | ---------- | ---------- | --------------- | --------------- | --------------- | ------------------ | ------------------ | ------------------ | ----------- | ----------- | ----------- | ------ | ------ | ------ |
| ago.-dic. 2022     | Kryvbas Kryvyj Rih | PL                 | 13         | 4          |                 | -               | -               |                    | -                  | -                  |             | -           | -           | 13     | 4      |        |
| mar.-giu. 2023     | Dinamo Kiev        | PL                 | 13         | 3          |                 | -               | -               | UCL+UEL            | -                  | -                  |             | -           | -           | 13     | 3      |        |
| 2023-2024          | Dinamo Kiev        | PL                 | 26         | 7          | KU              | 1               | 0               | UEC                | 4                  | 2                  |             | -           | -           | 31     | 9      |        |
| Totale Dinamo Kiev | Totale Dinamo Kiev | Totale Dinamo Kiev | 39         | 10         |                 | 1               | 0               |                    | 4                  | 2                  |             | -           | -           | 42     | 12     |        |
| Totale carriera    | Totale carriera    | Totale carriera    | 52         | 16         |                 | 1               | 0               |                    | 4                  | 2                  |             | -           | -           | 57     | 18     |        |

## Palmarès

### Club

#### Competizioni nazionali
- Campionato ucraino: 1

Dinamo Kiev: 2024-2025

### Individuale
- Golden Talent Under-19: 1

2022